# Retirada soviética do Afeganistão
A retirada das forças de combate soviéticas do Afeganistão começou em 15 de maio de 1988 e terminou com sucesso executada em 15 de fevereiro de 1989 sob a liderança do Coronel-general Boris Gromov, que também foi o último oficial e general soviético a se retirar do Afeganistão de volta ao território soviético através da Ponte da Amizade Afeganistão-Uzbequistão.

## Eventos
Sob os Acordos de Genebra em 15 de abril de 1988, o Afeganistão e Paquistão assinaram três instrumentos em princípios de relações mútuas, em particular a não-interferência, sobre o regresso voluntário de refugiados afegãos e inter-relações para o estabelecimento da retirada gradual das tropas estrangeiras a partir de 15 de maio do mesmo ano.
Os Estados Unidos e a União Soviética também assinaram uma declaração sobre as garantias internacionais, afirmando suas abstenções de qualquer forma de intervenção.
No período de três meses em primeiro lugar, foi relatado que 50 183 tropas estrangeiras se retiraram. Outras 50 100 se retiraram entre 15 de agosto de 1988 e 15 de fevereiro de 1989.
O tempo todo durante a retirada ao longo da fronteira, os comboios de tropas estavam sendo alvos de constantes ataques de combatentes afegãos. Todos os 523 soldados soviéticos foram mortos durante a retirada.
A retirada total das tropas soviéticas do Afeganistão foi concluída em 15 de fevereiro de 1989, em conformidade com os termos dos Acordos de Genebra, assinados 10 meses antes.
Em um movimento simbólico, o Tenente-general Boris Gromov foi o último a se retirar do Afeganistão de volta para o território soviético.